# Encre optiquement variable

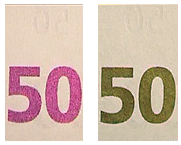
Photos d'un billet de banque. La première photo a été prise à partir d'un angle précis, la deuxième a été prise après avoir légèrement changé l'angle de vue, changeant aussi par conséquent la couleur perçue, par effet d'optique.

L'encre optiquement variable (OVI, Optically Variable Ink en anglais), également appelée encre à changement de couleur, est une technologie anti-contrefaçon utilisée sur de nombreux billets de banque modernes, ainsi que sur d'autres documents officiels (licences professionnelles, etc).
L'encre affiche deux couleurs distinctes selon l'angle sous lequel on regarde le billet. Le billet de cinquante dollars des États-Unis utilise une encre à changement de couleur pour le chiffre 50 de sorte qu'il s'affiche couleur cuivre sous un angle et en vert vif sous un autre.
Cette technologie est particulièrement utile comme mesure anti-contrefaçon, car elle n'est pas très répandue et elle est utilisée pour l'impression de sécurité. L'un des principaux fabricants est une société suisse SICPA (Société Industrielle et Commerciale de Produits pour l'Agriculture). Parmi les autres fournisseurs : la société allemande Gleitsmann Security Inks, Sun Chemical (par sa division de protection des marques basée à Manchester, au Royaume-Uni) et la société suisse Printcolor Screen AG, située à Berikon, en Suisse.
Les encres à changement de couleur reflètent différemment les différentes longueurs d'onde de la lumière blanche, en fonction de l'angle d'incidence sur la surface. Un œil non averti observera cet effet comme un changement de couleur lorsque l'angle d'observation est modifié. Un copieur ou un scanner couleur ne peut copier un document qu'à un angle fixe par rapport à la surface du document.

## Encre magnétique optiquement variable
L'encre magnétique optiquement variable (OVMI) présente des effets visuels basés sur les propriétés magnétiques de l'encre. Lorsque le document est incliné, le mouvement d'une bande lumineuse se produit et la couleur change. Elle est généralement appliquée par sérigraphie. Ce type d'encre est utilisé pour les billets de banque en euros, en réals brésiliens et en roubles russes.